# Бале (Мазовецьке воєводство)
Бале (пол. Bale) — село в Польщі, у гміні Мокободи Седлецького повіту Мазовецького воєводства.
Населення — 131 особа (2011).
У 1975—1998 роках село належало до Седлецького воєводства.

## Демографія
Демографічна структура станом на 31 березня 2011 року:
|          | Загалом | Допрацездатний вік | Працездатний вік | Постпрацездатний вік |
| -------- | ------- | ------------------ | ---------------- | -------------------- |
| Чоловіки | 76      | 21                 | 40               | 15                   |
| Жінки    | 55      | 9                  | 29               | 17                   |
| Разом    | 131     | 30                 | 69               | 32                   |